# Кари-Ніязов Ташмухамед Ніязович
Ташмухамед Ніязович Кари-Ніязов (2 вересня 1897, місто Ходжент, тепер Худжанд, Таджикистан — 17 березня 1970, місто Ташкент, тепер Узбекистан) — радянський узбецький державний діяч, вчений-математик, президент Академії наук Узбецької РСР, заступник голови Ради народних комісарів Узбецької РСР. Депутат Верховної ради Узбецької РСР. Депутат Верховної Ради СРСР 1—2-го скликань (в 1941—1950 роках). Доктор фізико-математичних наук (1939), професор (1931), академік Академії наук Узбецької РСР (з 1943). Член-кореспондент Міжнародної академії історичних наук (1967). Герой Соціалістичної Праці (1.09.1967).

## Життєпис
Народився в родині шевця. Початкову освіту здобув у старометодному мактабі (в якому провчився менше року), середню — в російсько-тубільній школі у місті Скобелеві (нині Фергана), яку закінчив у 1915 році.
З 1917 року працював вчителем і директором у новоствореній ним самим узбецькій школі 1-го ступеня в місті Скобелеві. З 1918 року на добровільних засадах призначений керівником усіх шкіл Скобелєва та Скобелівського повіту. У 1920 році брав участь в організації першого узбецького педагогічного технікуму в Коканді.
У 1920—1925 роках — директор Кокандського узбецького педагогічного технікуму.
У 1929 році закінчив фізико-математичний факультет Середньоазіатського державного університету в Ташкенті. В університет був зарахований відразу на 3-й курс. Навчаючись на 4-му курсі, одночасно викладав математику 1-му курсу узбецької групи університету.
З 1929 року — викладач, з 1931 року — професор Середньоазіатського державного університету.
Член ВКП(б) з 1931 року.
У липні 1932 — травні 1933 року — ректор Середньоазіатського державного університету.
У 1937—1938 роках — народний комісар освіти Узбецької РСР.
У 1937—1940 роках — голова Комітету з науки при Раді народних комісарів Узбецької РСР.
У 1939—1943 роках — заступник голови Ради народних комісарів Узбецької РСР з питань науки, культури та мистецтва. Керував розробкою нового узбецького алфавіту на базі кирилиці. У червні 1941 року очолював наукову експедицію з обстеження могили еміра Тимура у місті Самарканді.
Одночасно з 1940 по 1943 рік очолював президію Узбецької філії Академії наук СРСР.
У 1943—1947 роках — перший президент Академії наук Узбецької РСР. Одночасно був заступником голови Всесоюзної державної ради із координації науково-дослідної роботи в СРСР і членом Комітету із Сталінських премій в галузі науки і винаходів.
З 1946 року — професор та завідувач кафедри вищої математики Ташкентського інституту інженерів іригації та механізації сільського господарства, член Президії Академії наук Узбецької РСР.
Указом Президії Верховної Ради СРСР від 1 вересня 1967 року за заслуги в галузі науки та підготовки національних наукових кадрів та у зв'язку з сімдесятиріччям від дня народження Кари-Ніязову Ташмухамеду Ніязовичу присвоєно звання Героя Соціалістичної Праці з врученням ордена Леніна та золотої медалі «Серп і Молот».
Був заступником голови президії правління Товариства з охорони пам'яток історії та культури Узбекистану, головою республіканської Ради з народних університетів, головним редактором науково-популярного журналу «Фан ва турмуш». У 1954 році обраний членом Міжнародного астрономічного товариства, в 1968 році на XII Міжнародному конгресі з історії наук — членом Генеральної асамблеї конгресу.
Помер 17 березня 1970 року в Ташкенті. Похований на Чигатайському цвинтарі Ташкента.
Ім'я академіка Кари-Ніязова присвоєно Узбецькому науково-дослідному інституту педагогічних наук, середнім загальноосвітнім школам № 20 міста Коканда та № 206 міста Ташкента, вулицям у містах Ташкенті та Фергані.

## Наукова діяльність
Автор оригінальних математичних праць, творець узбецької математичної термінології, укладач перших підручників з елементарної та вищої математики узбецькою мовою. Був автором праці з історії науки і культури Узбекистану — монографії «Астрономічна школа Улугбека» (1950) на основі вивчення праць Улугбека та інших вчених XV-XVII століть. Вніс суттєвий внесок у розвиток суспільних наук, особливо у розробку проблем та питань історії культурного життя народів Узбекистану.
Основні праці:
- Основний курс математичного аналізу (1937)
- Основи аналітичної геометрії (1937)
- Астрономічна школа Улугбека (1950)
- Нариси історії культури Радянського Узбекистану (1955)
- Роздуми про пройдений шлях (мемуари) (1970).

## Нагороди
- Герой Соціалістичної Праці (1.09.1967)
- три ордени Леніна (4.11.1944, 1.03.1965, 1.09.1967)
- три ордени Трудового Червоного Прапора (23.11.1946, 16.01.1950, 27.10.1953)
- орден «Буюк хізматларі учун» (За видатні заслуги) (Узбекистан) (23.08.2002, посмертно)
- медалі
- Сталінська премія ІІІ ст. (1952) — за наукову працю «Астрономічна школа Улугбека» (1950)
- Лауреат Державної премії Узбецької РСР імені Біруні (1970)
- Заслужений діяч науки Узбецької РСР (1939)